# Couma acò
Couma acò (Comme ça) est une bande dessinée autobiographique d'Edmond Baudoin parue en 1991 aux éditions Futuropolis, réédité en 2005 à L'Association.

## Résumé
L'auteur commence par évoquer les hommes qui vivaient dans l'arrière-pays niçois, dont il descend, pour parler de son grand-père : « un petit anglais perdu à Nice », enfant de l'assistance publique qui a fait la Première Guerre. 
Vivant comme un vagabond, dormant à la belle étoile et ne prenant qu'un bain annuel, cet homme hors-norme a marqué l'enfance de l'auteur. Rabatteur pour la chasse qui vit près de la nature, c'était aussi un bâtisseur de murets (pour retenir les « planches », les bandes de terre cultivables dans ce pays pentu) qui signait ses œuvres en y incorporant une boîte de conserve. Ce passage permet à Baudoin une interrogation de la notion d'œuvre et pour lui, il est évident qu'elles ne se trouvent pas uniquement dans les musées (« Mais tout ça c'est de la technique, et la technique ce n'est rien sans la beauté. Et depuis les Grecs c'est la beauté qui faisait tenir longtemps les murs de pierres sèches »). Ce questionnement est proche de celui des peintres classiques et on y retrouve des préoccupations sur le paysage et le portrait.
L'album porte principalement sur la question : comment traduire ses perceptions sensorielles par le dessin ? À l'interrogation de Baudoin : « mais comment tu as fait pour le savoir? », son grand-père répond : « Il faut regarder, il faut sentir, il faut toucher, il faut goûter ». Dans un entretien à la revue l'indispensable, il précise son point de vue sur ses personnages et particulièrement son grand-père: « Mes histoires c'est ça ! La déchirure y est présente c'est vrai, mais ce sont surtout des histoires de personnes qui ne sont pas allées dans leur musique (sauf le grand-père dans Couma Aco qui y est allé à son insu). Ce que je n'arrête pas de dire dans mes livres c'est « Allez dans votre musique, faites ce que vous avez à faire. Gardez toujours vos yeux brillants ! ». Il ne peut pas y avoir la mort dans mes histoires. Le seul problème à résoudre de la vie, c'est d'être. Juste d'être. ». 
Baudoin livre sa première bande dessinée ouvertement autobiographique depuis Passe le temps et avant Éloge de la poussière, sur sa mère atteinte de la maladie d'Alzheimer et Piero, sur la complicité avec son frère. Dessinée au pinceau avec un art savant du noir et blanc, l'œuvre traite des difficultés à faire son autobiographie.
Dans la revue l'Indispensable, Baudoin mentionne que le prix reçu pour cet album est pour lui une incitation à se dépasser : « ...le prix d'Angoulème que je reçus pour Couma Aco fut un basculement. À ce moment-là, j'ai interprété le prix comme « on t'a suivi jusque-là, tu peux aller plus loin. Deviens encore un peu plus toi même ». ».

## Récompenses
- Alph'Art du meilleur album au Festival d'Angoulême 1992[5].